# El Judío
El Judío är en ort i Mexiko.   Den ligger i kommunen Tamazula och delstaten Durango, i den centrala delen av landet, 900 km nordväst om huvudstaden Mexico City. El Judío ligger 388 meter över havet och antalet invånare är 184.
Terrängen runt El Judío är kuperad västerut, men österut är den bergig. El Judío ligger nere i en dal. Runt El Judío är det mycket glesbefolkat, med 5 invånare per kvadratkilometer. Närmaste större samhälle är Los Remedios, 11,6 km söder om El Judío. I omgivningarna runt El Judío växer huvudsakligen savannskog.